# Nordic Yards Warnemünde
Nordic Yards Warnemünde GmbH (ранее VEB Warnowwerft Warnemünde, Warnowwerft Warnemünde GmbH, Kvaerner Warnow Werft GmbH, Kvaerner Warnow Werft Rostock GmbH, Aker Warnow Werft GmbH) - верфь в Росток-Варнемюнде, дочернее предприятие Nordic Yards. 

## История
В ходе экономических реформ в ГДР 1 июня 1990 года Народное предприятие VEB Warnowwerft Warnemünde было преобразовано в акционерное общество под  названием Warnowwerft Warnemünde GmbH. 1 октября 1992 года Warnowwerft была продана государственным агентством госимущества норвежской Kvaerner ASA, в связи с чем название фирмы изменилось на Kvaerner Warnow Werft GmbH. Концерном Kvaerner за 1993–1995 год было инвестировано в модернизацию верфи почти 400 млн. американских долларов. на реструктуризацию верфи в Варнемюнде концерн Kvaerner за период с 1992 по 1995 год получил миллиард немецких марок субсидий за счёт немецких налогоплательщиков.
30 июня 1995 года состоялся последний традиционный спуск на воду при большом стечении народа. Река Варнов в районе крановых сооружений была полностью перекрыта для судоходства, все пассажирские суда в районе Ростокской ривьеры, а также находившиеся в океанском порту суда, балкеры и паромы под флагами различных государств сопровождали этот спуск на воду концертов гудков. Спустя два месяца, 1 августа 1995 года состоялась закладка киля первого контейнеровоза типа WARNOW CV 2600 в только что построенном строительном доке. И на этот раз жители города Ростока пришли осмотреть новые сооружения. Заказчиком судов, как и 40 лет назад выступила компания Deutsche Seereederei GmbH. Таким образом эта закладка киля носила символический характер. 
Другим знаменательным днём стало 13 января 2000 года: передача самого большого построенного в Германии контейнеровоза P&O Nedlloyd Tasman. В 2001 году немецкие строители доказали, что они не только в состоянии строить суда, но и буровые платформы. Буровая платформа Stena Don была передана заказчику и оказалась 400-м новым объектом, построенным на верфи с момента основания в 1946 году.

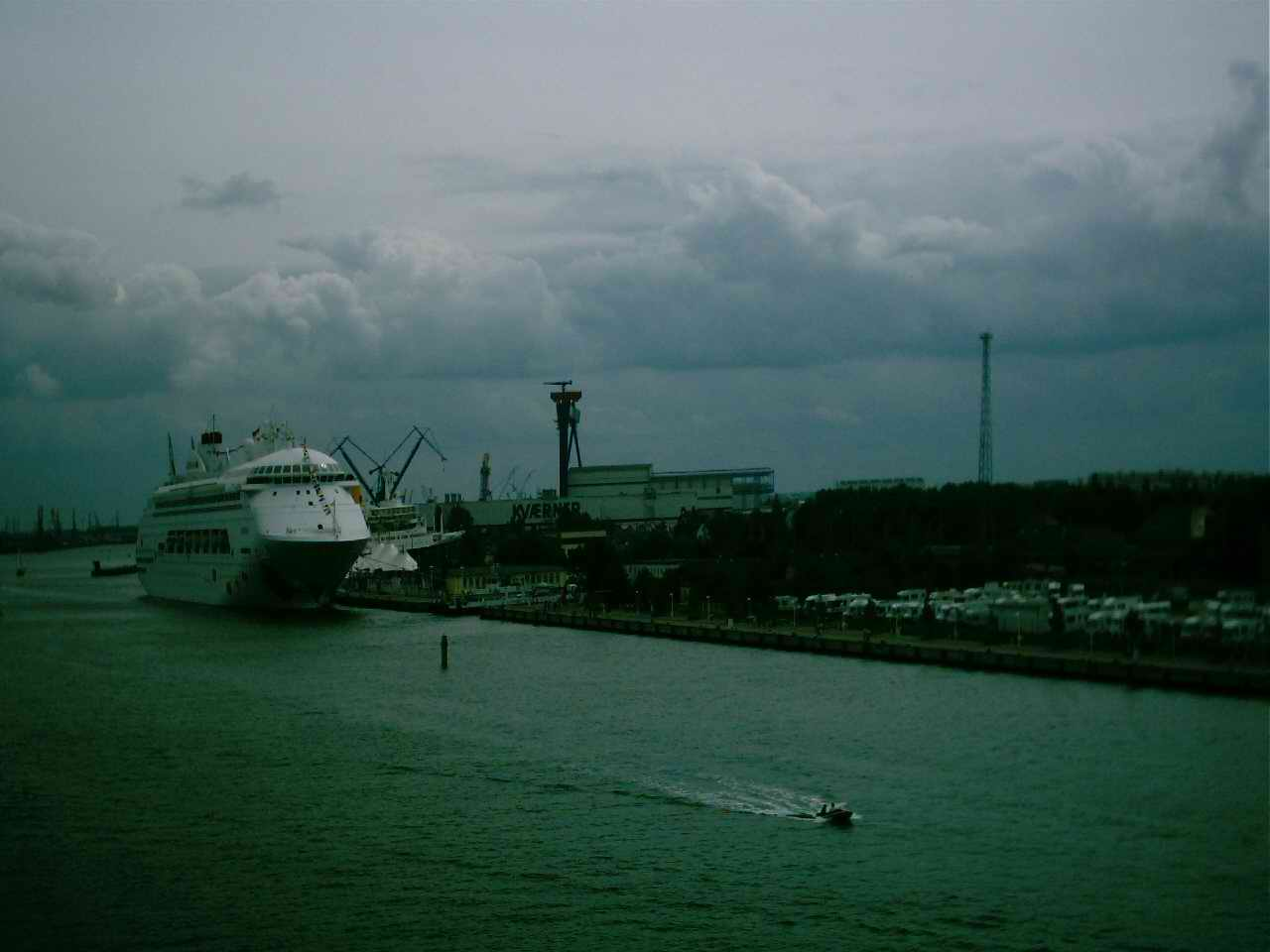
Верфь в июне 2003 года

В сентябре 2001 года стало известно о финансовых затруднениях норвежского концерна Kvaerner ASA, не справившегося с поглощением британской Trafalgar House. 4 февраля 2002 года Kvaerner ASA и Aker RGI (норвежский диверсифицированный концерн миллиардера Kjell Inge Röke) решили объединить свои усилия, в результате чего возникло предприятие Aker Kvaerner Yards AS. В середине 2003 года Aker RGI забрал себе все доли в Kvaerner. С момента интеграции концерна Kvaerner в существующуу группу Aker Yards (2002) бывшие Kvaerner Warnow Werft Rostock GmbH и Aker MTW Werft стали выступать под именем Aker Ostsee. Под этой крышей Warnowwerft существовала как Aker Warnow Werft GmbH.
После длительных и безуспешных попыток встать на ноги в 2008 году наконец компания Aker Yards продала 70 процентную долю российскому финансовому инвестору FLC West. Трансакция вступила в силу с обратной силой с 1 января 2008 года и с 22 сентября верфи стали работать под названием Wadan Yards.
5 июня 2009 года немецкие держатели акций Wadan Yards Group AS, в том числе и Wadan Yards Warnow GmbH в Варнемюнде подали заявления о банкротстве. В середине августа 2009 года банкротный управляющий представил инвестора, к которому перешла верфь в Варнемюнде. Руководитель московского бюро компании Nordstream Виталий Юсуфов, сын бывшего российского министра энергетики и члена наблюдательного совета Газпрома Игоря Юсуфова приобрёл имущество немецких дольщиков в Wadan через образованную им Nordic Yards примерно за 40,5 миллионов евро. 
На данный момент на верфи Warnowwerft построено более 450 судов.

## Список новых объектов
| 1991–1994 | Многоцелевой контейнеровоз | Тип MPC Neptun 900 | 7                      |
| 1991–1992 | Контейнеровоз              | Тип Warnow CS 1200 | 4                      |
| 1991–1995 | Контейнеровоз              | Тип Warnow CS 1400 | 17 в четырёх вариантах |
| 1995–1996 | Контейнеровоз              | Тип CV 2600        | 2                      |
| 1996–1997 | Контейнеровоз              | Тип CV 2900        | 4                      |
| 1997–2002 | Контейнеровоз              | Typ Warnow CV 2500 | 11 в трёх вариантах    |
| 1997      | Яхт-отель                  | Яхт-отель Sunborn  | 1                      |
| 1998      | Контейнеровоз              | Тип CV 2900 mod    | 5                      |
| 2000      | Контейнеровоз              | Тип CV 5500        | 3                      |
| 2001      | Буровая платформа          | Тип KMAR CS 30     | 1                      |